# تامپالاکامام
تامپالاکامام (به لاتین: Thampalakamam) یک منطقهٔ مسکونی در سری‌لانکا است که در ناحیه ترینکومالی واقع شده‌است.